# Bioluminescência em cupinzeiros

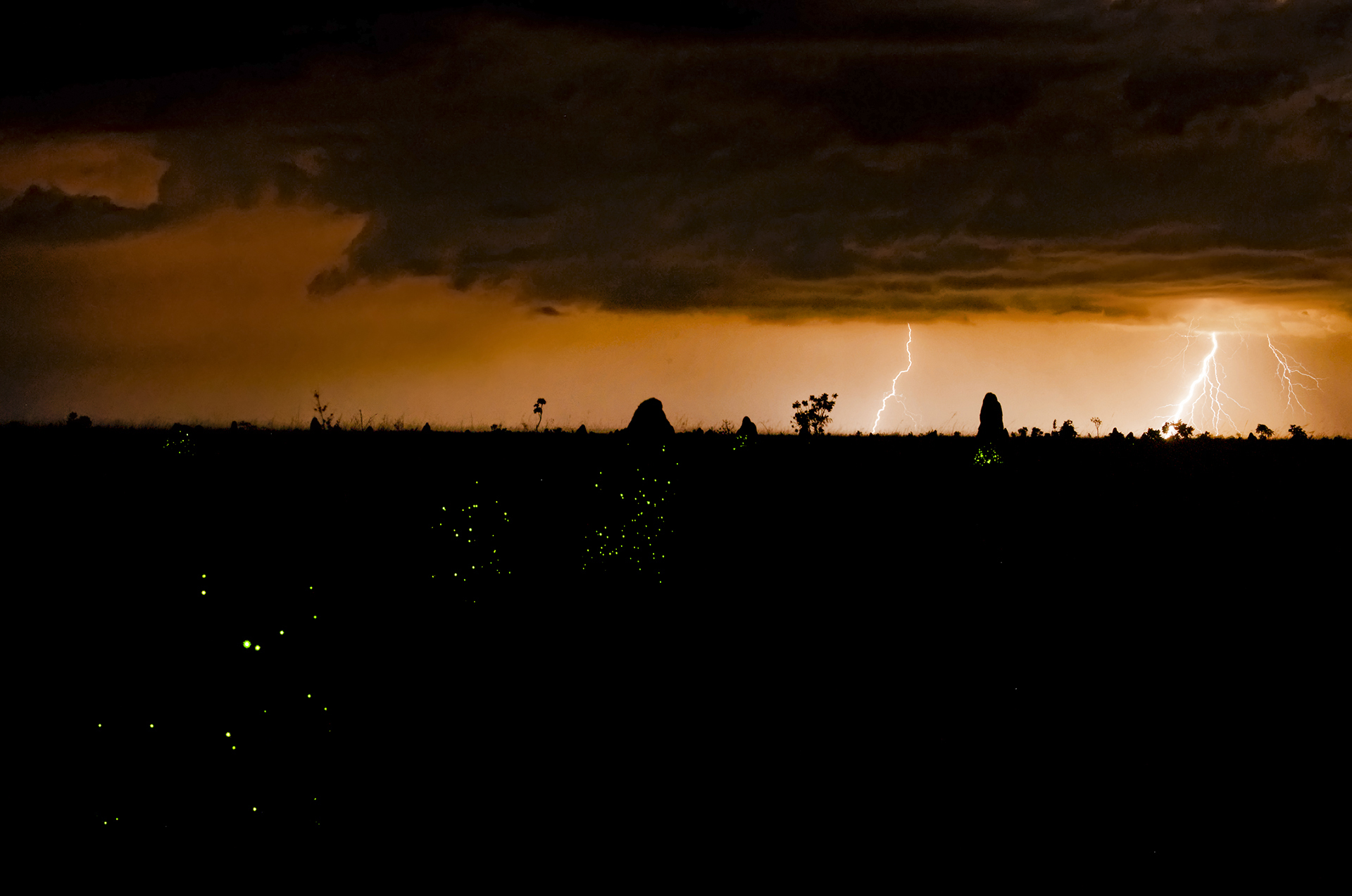
Registro de vários cupinzeiros apresentando fenômenos bioluminescentes na região do Parque Nacional das Emas, em Goiás.

A bioluminescência em cupinzeiros é um fenômeno luminoso natural onde cupinzeiros, isto é, a estrutura física de uma colônia de cupins, passa a ser tomado externamente por dezenas de pequenos pontos luminosos de coloração esverdeada, observáveis principalmente durante o período crepuscular ou noturno. Vários pesquisadores, ao descreverem esse fato de maneira popular, comparam os cupinzeiros onde este fenômeno ocorre à “prédios” onde se pode observar várias “janelas” com “luzes acesas” ou mesmo semelhante às luzes que circundam uma árvore de Natal.
Tal fenômeno bioluminescente é gerado não pelos cupins, mas por larvas de uma determinada espécie de vaga-lume. Essas larvas possuem hábitos predatórios e vivem escondidas em pequenas fendas sobre o cupinzeiro. Durante a noite, aproveitam-se da sua capacidade de gerarem luz como uma espécie de armadilha para atraírem outros insetos, tornando-os suas presas. As principais vítimas dessas larvas são os indivíduos alados dos próprios cupins (reis e rainhas, ou “aleluias”) que, regularmente abandonam os cupinzeiros para acasalarem e formarem novas colônias.
A área de ocorrência do fenômeno é restrita ao Brasil, ocorrendo principalmente na região do Parque Nacional das Emas, em Goiás. O parque, que é uma unidade de conservação da flora e fauna do Cerrado brasileiro, possui ampla ocorrência de cupinzeiros durante toda a sua extensão, muitos deles possuidores desse fenômeno, o que também é motivo de atração para a visita de muitos turistas do mundo todo. Fenômeno semelhante também tem sido observado nas áreas de transição entre o cerrado e a região de floresta amazônica.

## Descrição

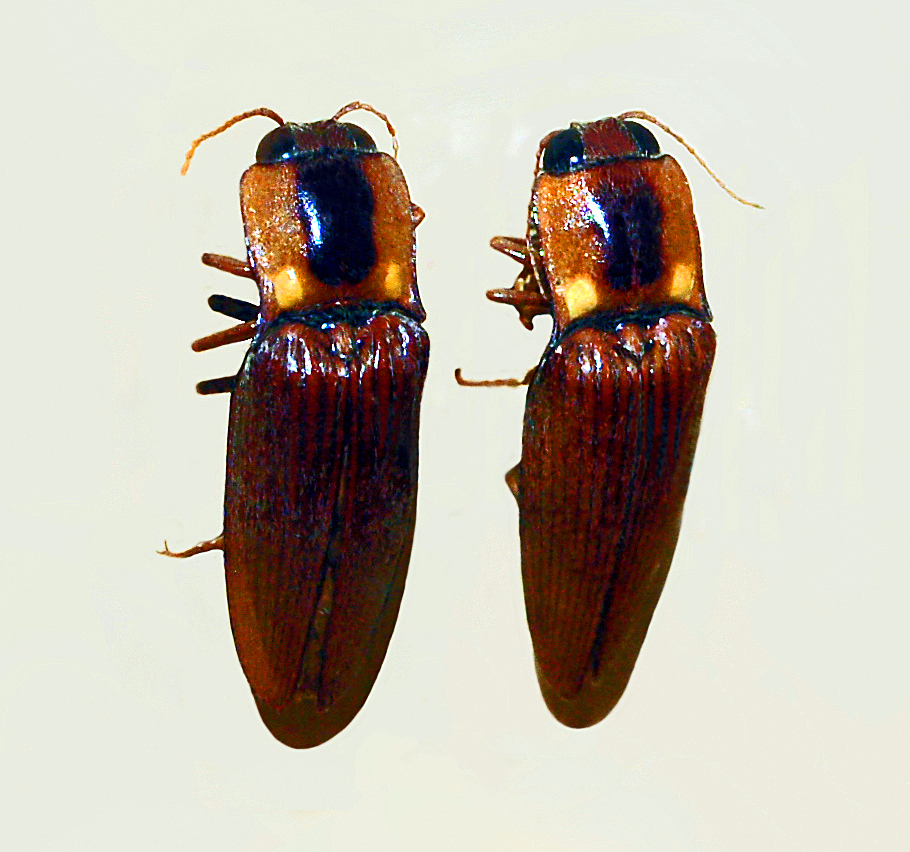
Besouros adultos do gênero Pyrearinus. Muitas espécies são conhecidas pelas capacidades bioluminescentes.

O fenômeno é gerado por larvas de besouros do gênero Pyrearinus, mais especificamente pela espécie Pyrearinus termitilluminans. As fêmeas adultas desses besouros, após o acasalamento, fazem a postura de seus ovos preferencialmente na base de cupinzeiros abandonados. Essa precaução é tomada já que num cupinzeiro ainda ativo, os ovos e as larvas poderiam ser atacados por cupins soldados, o que não contribuiria para a sobrevivência dessas larvas.
Quando os ovos eclodem, as larvas sobem pela superfície do cupinzeiro e se instalam em pequenas fendas ou buracos, tornando-os verdadeiras tocas, onde passarão a maior parte de seu estado larval. Enquanto o corpo da larva fica protegido dentro da fenda, sua cabeça fica posicionada estrategicamente para fora, de modo que é a única parte deste inseto que fica acessível sobre a estrutura de barro do cupinzeiro. As larvas, nessa posição, deixam suas grandes mandíbulas para fora e abertas, quase que formando um ângulo de 180 graus, ficando à espreita de qualquer pequena criatura que se aproxime e que elas possam vir a predar.
Quando anoitece, as larvas se utilizam de suas capacidades bioluminescentes, tornando-se cada uma um ponto luminoso esverdeado sobre a superfície do cupinzeiro. A luz gerada acaba por ser notada por outros insetos, principalmente insetos voadores, que são atraídos em sua direção e acabam sendo devorados pelas larvas dos besouros.

## Aspecto evolutivo
A ciência não possui ainda uma explicação evolutiva definitiva sobre como o fenômeno se originou. No entanto, há sugestões sendo feitas por pesquisadores. Tem se observado que a maioria dos besouros do gênero Pyrearinus desenvolvem-se em meio a troncos de árvores em decomposição ou mesmo no solo. As larvas desses besouros também são carnívoras e bioluminescentes de um modo geral. Tendo em vista que estes são os mesmos habitats onde cupins também se desenvolvem, acredita-se que em algum momento da história natural as larvas desses besouros sofreram uma adaptação vantajosa por ficarem próximas dos cupinzeiros, onde evidentemente encontrariam maior acesso a alimento. Logo, deve ter havido preferência dos besouros adultos por realizar a postura de seus ovos especificamente em cupinzeiros, como se observa no cenário atual.

## Preservação e turismo

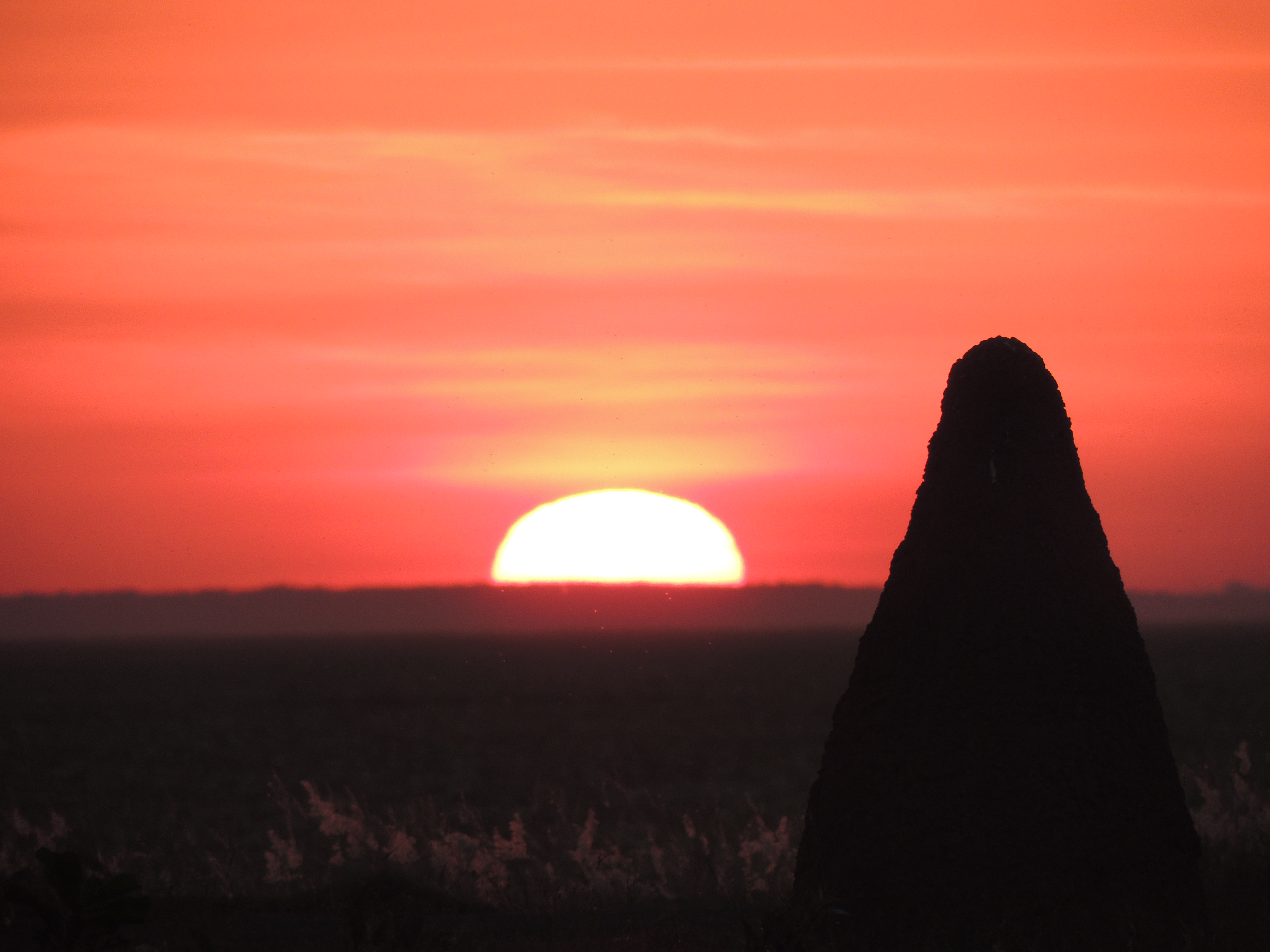
O fenômeno tem sido ameaçado pelo avanço da agropecuária.

Embora seja considerado um fenômeno singular no mundo, a preservação ambiental da área onde se localizam esses cupinzeiros é constantemente ameaçada pelo avanço do agropecuarismo. Parte da região tem cedido lugar para o plantio de soja e outros grãos cultivados, o que contribui para a destruição dos cupinzeiros onde o fenômeno ocorre.
Em diversos países europeus, como Portugal, Maldivas ou País de Gales, diferentes fenômenos bioluminescentes marinhos atraem turistas, o que ajuda na preservação e na economia locais. Cientes disso, pesquisadores têm sugerido maior investimento em turismo no Brasil como forma não apenas de ajudar no combate à devastação da região do cerrado, mas também, de conscientização ambiental sobre as espécies que ali vivem.
Estima-se que ao todo existam cerca de 25 milhões de cupinzeiros (ativos e inativos) em toda a extensão do Parque Nacional das Emas. No entanto, nem todos eles apresentam o fenômeno bioluminescente. De acordo com o site do Parque Nacional das Emas, nas épocas de maior ocorrência do fenômeno, realizam-se visitas agendadas noturnas aos cupinzeiros do parque.